# Greshams lov
Greshams lov siger, at den dårlige mønt fortrænger den gode mønt fra omsætningen. Årsagen til dette skal findes i, at man vil søge at beholde de gode (høj metalværdi) mønter og ordne sine betalinger med de dårlige (lav metalværdi). I visse tilfælde har det betydet mangel på betalingsmidler, da en del af pengemængden er blev inaktiv. Loven gælder selvsagt kun, når det relative forhold mellem mønternes pålydende værdi og metalværdi ikke er ens.
Loven er opkaldt efter den engelske finansmand Sir Thomas Gresham (1519-1579), men er muligvis ældre.